# 乌韦·诺伊豪斯
乌韦·诺伊豪斯（德語：Uwe Neuhaus，1959年11月26日—）是德国前足球运动员及现任足球教练，自2018年起执教德乙俱乐部阿米尼亚比勒费尔德，并于2020年率队成功升入德甲。

## 生涯
诺伊豪斯早年先是完成了电气设备安装工的职业培训，又在赖讷-本特拉格陆军航空站服了四年的兵役，之后便全身心投入足球事业。2013年6月，诺伊豪斯与当时担任柏林联盟财务会计师的布丽塔·卡尔姆斯（Britta Calmus）完婚。

### 球员生涯
诺伊豪斯是在其家乡球队哈廷根开始踢足球。经过辗转效力于温茨-巴克（VfL Winz-Baak）和埃肯施维克之后，他于1984年加盟了身处德乙作赛的红白埃森。1988年，他又转投从德乙降级的雷姆沙伊德。一年后，随着雷姆沙伊德错失了从北莱茵高级联赛升级的机会，诺伊豪斯遂加盟瓦滕沙伊德09，并于首个赛季便升入德甲联赛——这也是该俱乐部历史上所达到的最高成就。在效力瓦滕沙伊德的四年时间里，诺伊豪斯始终担任主力。继首个德甲赛季排名第十一后，球队成绩逐年下降，至1994年保级失败。至球员生涯结束时，诺伊豪斯共参加了102场德甲和83场德乙比赛，并射入12个德甲和5个德乙入球。

### 教练生涯

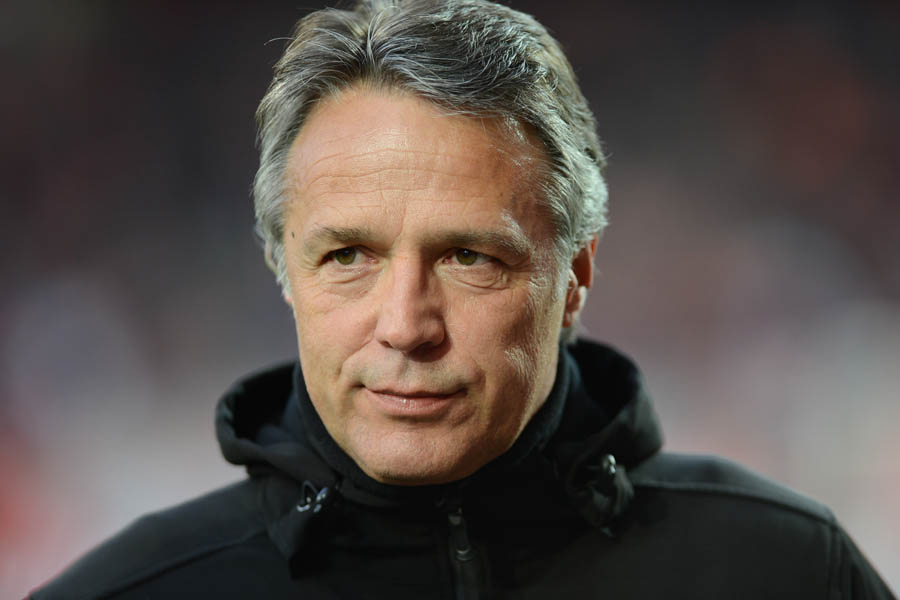
执教柏林联盟时期的诺伊豪斯（2013年）

诺伊豪斯在瓦滕沙伊德挂靴后便立即担任该队的主教练一职。1996年，球队从德乙降级，他也随之遭到解约。在许尔斯工作了一年后，诺伊豪斯于1998年与德甲俱乐部普鲁士多特蒙德签约，担任主教练米夏埃尔·斯基贝的副手。即便斯基贝离任后，他仍留在多特蒙德，并相继在主教练贝恩德·克劳斯、乌多·拉特克和马蒂亚斯·萨默尔的指导下工作，直至2004年。期间于2002年，诺伊豪斯以助理教练的身份赢得德国足球冠军，并进入了欧洲联盟杯决赛。随着萨默尔于2004-05赛季之前离开，多特蒙德聘用了及其副手迪克·弗恩，诺伊豪斯作为一线队助理教练的委任就此结束。
自此，诺伊豪斯开始执教普鲁士多特蒙德二队，直至2005年4月23日，他接替于尔根·格尔斯多夫出任老东家红白埃森的主教练。在诺伊豪斯的带领下，埃森于2006年5月成功升入德乙。然而随着球队在2006-07赛季德乙的第七轮至第十一轮之间仅得1分，他便与0比1不敌科布伦茨的比赛过后遭到解职。
至2007-08赛季初，诺伊豪斯与当时仍然身处地区联赛的柏林俱乐部柏林联盟签约，并带队入围新成立的德丙联赛。在他的治下，柏林联盟赢得了新赛事的首届冠军，并成功升入德乙。他与柏林的合同一直持续至2015-16赛季末，并在前两级联赛同样生效。2014年4月26日，俱乐部宣布将在2013-14赛季结束后与诺伊豪斯解约。至此，诺伊豪斯成为该俱乐部历史上在任时间最长的主教练，也是德国职业足球史上服役时间最长的主教练。
2015年4月，德丙俱乐部德累斯顿迪纳摩宣布诺伊豪斯将自2015年7月1日担任主教练。在2015-16赛季结束后，诺伊豪斯率队成功升入德乙。至2018年8月22日，他在德国足协杯首轮惨遭地区联赛球队勒丁豪森淘汰后遭到解雇。在德累斯顿期间，诺伊豪斯共率队参加了116场比赛，其中50场获胜。被解雇时，他成为继克里斯托弗·弗兰克之后，仅有的两名两德统一后在任超过两年的德累斯顿迪纳摩主教练之一。
2018年12月10日，诺伊豪斯与德乙俱乐部阿米尼亚比勒费尔德签订执教合同，以接替刚被解职的杰夫·塞贝纳。在2018-19赛季结束时，比勒费尔德位居积分榜第七，并在下半程的表现仅次于升班马帕德博恩07。至2019-20赛季，诺伊豪斯率队夺得德乙冠军，成功升入德甲。

## 执教成就
- 德国足球冠军：2002年（作为助理教练）
- 德乙联赛冠军：2020年
- 德丙联赛冠军：2009年、2016年